# Високі підбори (фільм)
Високі підбори (ісп. Tacones lejanos) — фільм 1991 року іспанського режисера Педро Альмодовара.

## Сюжет
Головна героїня стрічки Ребека працює диктором на телеканалі, який належить її чоловіку Мануелю. У часи, коли вона була співачкою, у Мануеля була закохана мати Ребеки Беккі дель Парамо. Через 15 років після цього Беккі повертається до Мадрида з Мексики і зустрічається з кинутою нею колись заради власної любові і кар'єри дочкою Ребекою, вона прагне налагодити їхні стосунки. У ніч приїзду Беккі вечеряє з Ребекою і Мануелем у ресторані, де трансвестит Femme Letal виконує пісні Беккі дель Парамо. Ребека з чоловіком погано ладнають, тому Мануель вирішує оживити свої романтичні стосунки з Беккі, але та відмовляє йому. Невдовзі Мануеля знаходять мертвим. Непрості відносини матері й доньки ускладнюються тим, що тепер їх обох підозрюють у вбивстві.

## Ролі
- Вікторія Абріль — Ребека
- Маріса Паредес — Беккі дель Парамо, мати Ребеки
- Мігель Бозе — суддя Домінгес, Уго, Femme Letal
- Феодор Аткіне — Мануель
- Міріам Діас Арока — Ісабель
- Анна Лісаран — Маргарита
- Бібіана Фернандес — Сусана
- Крістіна Маркос — Паула
- Педро Діес дель Корраль — Альберто (вітчим Ребеки)
- Начо Мартінес — Хуан (батько Ребекки)
- Хав'єр Бардем — Хав'єр
- Майрата О'Вісіедо — мати судді Домінгеса
- Хуан Хосе Отегі — капелан
- Паула Сольделья — медсестра

## Нагороди і номінації
- Сезар як найкращий іноземний фільм
- Номінація на Золотий глобус як найкращий іноземний фільм
- Номінації на премію Гойя:
  - найкращі костюми
  - найкращий монтаж
  - найкращий грим
  - найкращий звук
  - найкраща актриса другого плану (Крістіна Маркос)